# Тиле, Герта
Ге́рта Ти́ле (нем. Hertha Thiele; 8 мая 1908, Лейпциг, Германская империя — 5 августа 1984, Восточный Берлин, ГДР) — немецкая актриса

.

## Биография

### Ранние годы
Герта Тиле родилась 8 мая 1908 года в Лейпциге (Германская империя) в семье слесаря.

### Карьера
Она известна своими главными ролями в спорных сценических постановках и фильмах, снятых во времена Веймарской республики Германии и ранних лет Третьего Рейха. После послевоенного раздела Германии, Тиле стала звездой в Восточной Германии. Наиболее известна по роли Мануэлы в фильме с лесбийской тематикой «Девушки в униформе» (1931).
После отказа появляться в нацистских пропагандистских фильмах, ей запретили работать в Германии как актрисе и она эмигрировала в Швейцарию в 1937 году. Герта Тиле вернулась в Восточную Германию после войны и безуспешно пыталась возобновить работу в театре. Она вернулась в Швейцарию и в течение большей части 1950-х и 1960-х годов работала ассистентом психиатрической медсестры.
В 1966 году Тиле снова вернулась в ГДР и работала на сцене в Магдебурге и Лейпциге.

### Личная жизнь и смерть
Тиле, по сообщениям, была замужем больше одного раза. Одним из её мужей стал актёр Хайнц Клингенберг (1905—1959), за которым она была замужем с 1932 по 1936-й год, однако фактически разорвала отношения в 1933 г., поскольку тот снялся в нацистском пропагандистском фильме, тогда как сама Тиле была антифашисткой.
Скончалась 5 августа 1984 года в Берлине в возрасте 76 лет.